# アングラ (バンド)
アングラ (ANGRA) は、ブラジルサンパウロ出身のヘヴィメタルバンドである。バンド名の由来はブラジルのグアラニー神話（英語: Guarani mythology）に登場する火の女神（ポルトガル語: Angra_(mitologia)）。

## 概要
元ヴァイパー (VIPER) のヴォーカルアンドレ・マトスとギターのラファエル・ビッテンコートを中心に、1991年11月に結成された。
1993年に『Angels Cry』でデビュー。レコーディングはカイ・ハンセンが所有するスタジオで行われた。
ジャーマンメタルの影響が顕著なメロディックスピードメタルにクラシックを融合させたこのアルバムは、日本でも発売前から大きな話題を集め、最終的にはゴールドディスクを獲得している。
なお、メンバーとしてクレジットされていたドラムのマルコ・アントゥネスはテクニック不足を理由としてレコーディング前にプロデューサーによって解雇されている。ちなみに『Angels Cry』のドラムは現ラプソディー・オブ・ファイアのアレックス・ホルツヴァルトと、当時ガンマ・レイのドラマーだったトーマス・ナックが叩いている。又、「Never Understand」ではカイ・ハンセンとディルク・シュレヒターがギターを担当している。なお、ラファエルは一部を除きレコーディングに参加しておらず、ほとんどのギターパートをキコ一人で弾いている。
1994年、後任ドラマーとしてリカルド・コンフェッソーリが加入。
1996年に『Holy Land』をリリース。ブラジルの民族音楽を積極的に取り入れ始めたのはこの作品からである。
2年明け、3rdアルバム『Fireworks』をリリース。それまでのクラシカルで荘厳なアングラのイメージとは一線を画すモダンでヘヴィな面を持った作風となった。（ヘヴィになった要因として、前2作の音の軽さに批判が集まっていたこともあげられる）
プロデューサーはジューダス・プリーストの作品などを手がけたことで知られるクリス・タンガリーディス。
なお、3作目『Fireworks』のレコーディング時にはアンドレ・マトスは既に脱退の意志を表明しており、レコーディングに参加するかも不透明だった。そのため、エドゥ・ファラスキを呼び寄せ、デモ録音などを行っていた。
結局、レコーディングとツアーを行った後にマトスは脱退。また、マトス脱退によりアングラの将来に不安を持ったルイス・マリウッティ、リカルド・コンフェッソーリもマトスの後を追って脱退する。（尚、マトスら3人は2000年に新バンドSHAMANを結成。後に“SHAAMAN”と改名し2ndアルバムをリリースするも、2006年10月13日にファンサイトにてメンバーにより、リカルド以外のメンバーの脱退が発表された。現在は新メンバーを迎え、活動を再開している。なお、バンド名は再びSHAMANに改名している。）
残されたギターのキコとラファエルはバンドの立て直しを図り、ヴォーカルに、以前からマトスの後任候補であったエドゥを加入させる。また、オーディションにおいて、ベースにフェリペ・アンドレオーリ、ドラムにハンガーでの活動で知られるアキレス・プリースターを迎え、2001年に『Rebirth』をリリース。新生“ANGRA”として、復活を遂げた。
3年後にリリースされた5thアルバム『Temple Of Shadows』は初のコンセプトアルバムであり、評論家の伊藤政則からは、ドリーム・シアターの『メトロポリス・パート2: シーンズ・フロム・ア・メモリー』やクイーンズライクの『Operation: Mindcrime』と並ぶほどのコンセプトアルバムの傑作と評された。ゲスト・ミュージシャンも多く起用しカイ・ハンセン（ガンマ・レイ）、ハンズィ・キアシュ（ブラインド・ガーディアン）、サビーネ・エデルスバッカー（Edenbridge）、ミルトン・ナシメントらが参加。
2006年に通算6枚目となるアルバム『Aurora Consurgens』が発表され、国内版はボーナストラック付きで10月25日発売。9月発売予定だった先行シングル『The Course Of Nature』は発売中止され、オフィシャルサイトにて無料配信された。また、10月14日に日本のヘヴィメタルフェスティバル「LOUD PARK 06」への出演も果たした。2007年にはブラインド・ガーディアンとのダブルヘッドライナー公演で来日ツアーをおこなっている。
2009年初頭、ドラムのアキレスがアングラに加入する前から活動していたバンド、HANGARに専念することを理由に脱退。同年4月1日、前任ドラマーのリカルドが復帰する。
2010年、約4年ぶりとなる7thアルバム、『アクア』をリリース。10月には「LOUD PARK 2010」に出演した。
2012年、エドゥが脱退。ラプソディー・オブ・ファイアのボーカル、ファビオ・リオーネをゲストボーカルとして迎えて活動を再開する。
2013年10月、「LOUD PARK 13」に出演。ファビオが正式加入。
2014年5月、ドラムのリカルドが再び脱退。バンドは後任として、キコのソロプロジェクトツアーにも参加したブルーノ・ヴァルヴェルデを迎えた。
2015年3月、キコがメガデスの新作のレコーディングに参加することが報じられた。メガデスのスケジュールにより、キコがANGRAに参加出来ない時はアルマーのギタリストであるマルセロ・バルボーザが代役として参加。
2016年9月、ファビオが掛け持ちしていたラプソディー・オブ・ファイアを脱退。ANGRAに専念することになった。
2018年、キコがメガデスに専念するため正式に脱退し、マルセロが正式メンバーとして加入。
2025年8月をもって将来の活動に向けての充電期間としてバンド活動を休止する。

## 音楽的特徴

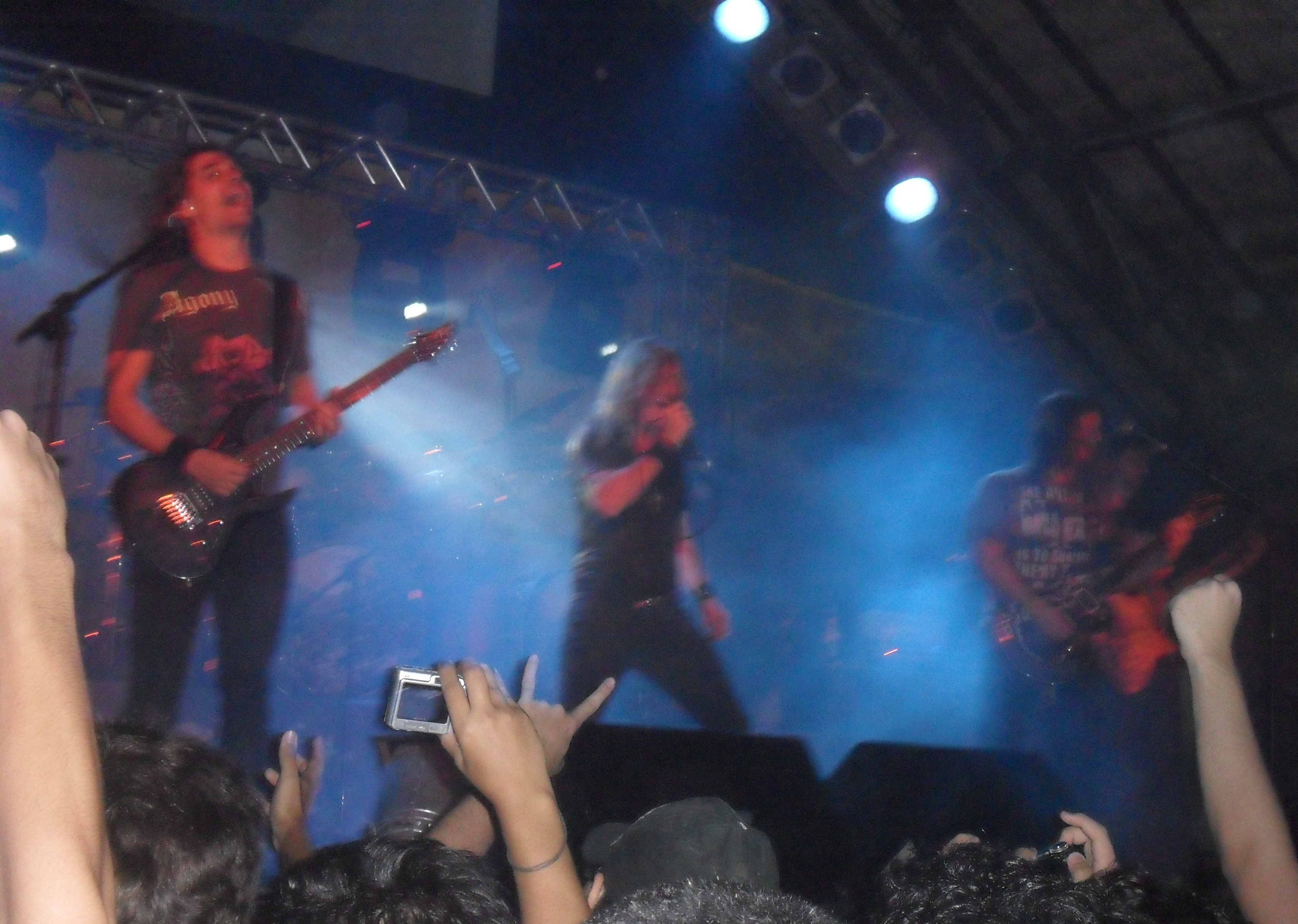
フォルタレザでのライブ（2010年撮影

先述にされたように、彼らの音楽はいわゆるハロウィンから派生したジャーマン系のパワーメタルがベースとなっている。マトス在籍時期はクラシック音楽的なオーケストラサウンドを大胆に取り入れたスタイルであったが、エドゥ加入以降はさらにプログレッシブ・ロック色がより強調されるようになった。
また、母国の伝統スタイルを尊重したラテン音楽やジャズの要素など多く取り込むのも彼らの大きな特徴である。これはハロウィンに影響を受けたバンドとは大きく一線を画し、それは彼らの独自のスタイルとしてその後の南米産メロディックパワーメタルに大きな影響を与える事となった。

## メンバー

### 現在のメンバー
- ファビオ・リオーネ (Fabio Lione) - ボーカル (2013-)
1973年10月9日生まれ。イタリア・ピサ出身。ラプソディ・オブ・ファイアの元ボーカリスト。
- ラファエル・ビッテンコート (Rafael Bittencourt) - リードギター、ボーカル (1991- )
1971年10月22日生まれ。バンドの中心人物。
- マルセロ・バルボーザ (Marcelo Barbosa（英語）) - ギター (2018- )
- フェリペ・アンドレオーリ (Felipe Andreoli（英語）) - ベース、ボーカル (2001- )
1980年3月7日生まれ。ジュンディアイ出身。
- ブルーノ・ヴァルヴェルデ (Bruno Valverde) - ドラムス (2014-)
サンパウロ出身

### 元メンバー
- アンドレ・マトス (Andre Matos) - リードボーカル (1991-2000) 
2019年6月8日死去。
- エドゥ・ファラスキ (Eduardo Falaschi（英語）) - リードボーカル (2001-2012)
- アンドレ・ルイス・リニャーレス・バストス (André Luiz Linhares Bastos) - ギター (1991-1992)
- アンドレ・ヘルナンデス (André Hernandes) - ギター (1992-1993)
- キコ・ルーレイロ (Kiko Loureiro) - リードギター (1993-2016)
1972年6月16日生まれ。リオ・デ・ジャネイロ出身。2015年から2024年までメガデスのギタリストとして活動していた。
- ルイス・マリウッティ (Luis Mariutti) - ベース (1991-2000)
- マルコ・アントゥネス (Marco Antunes) - ドラムス (1991-1993)
- アキレス・プリースター (Aquiles Priester) - ドラムス（2000-2009）
- リカルド・コンフェッソーリ (Ricard Confessori（英語）) - ドラムス (1994-2000,2009-2014)

## ディスコグラフィ

### アルバム
- 『エンジェルズ・クライ』 - Angels Cry (1993年)
- 『ホーリー・ランド』 - Holy Lan (1996年)
- 『ファイアワークス』 - Fireworks (1998年)
- 『リバース』 - Rebirth (2001年)
- 『テンプル・オブ・シャドウズ』 - Temple of Shadows (2004年)
- 『オーロラ・コンサルジェンス』 - Aurora Consurgens (2006年)
- 『アクア』 - Aqua (2010年)
- 『シークレット・ガーデン』 - Secret Garden (2014年)
- 『オムニ』 - Ømni (2018年)
- 『サイクルズ・オブ・ペイン』 - Cycles of Pain (2023年)

### ミニアルバム
- 『イーヴル・ウォーニング』 - Evil Warning (1994年)
- 『フリーダム・コール』 - Freedom Call (1996年)
- 『ハンターズ・アンド・プレイ』 - Hunters and Prey (2002年)

### コンピレーション
- 『オン・ザ・バックス・オブ・エンジェルズ』 - On The Backs of Angels （2018年）※日本独自企画盤

### シングル
- 『メイク・ビリーブ』 - Make Believe (I, II, III, IV) （1996年）
- 『リスボン』 - Lisbon (1998年)
- 『レイニー・ナイツ』 - Rainy Nights (1999年)
- 『アシッド・レイン』 - Acid Rain （ファンクラブ会員限定） (2001年)
- 『ザ・コース・オブ・ネイチャー』 - The Course Of Nature　（ダウンロードのみ） (2006年)
- 『アライジング・サンダー』 - Arising Thunder (2010年)

### ライブアルバム
- 『ホーリー・ライブ』 - Holy Live （1997年）
- 『ライブ・アコースティック』 - Live Acoustic (1998年)
- 『リバース・ワールド・ツアー』 - Rebirth World Tour: Live in Sao Paulo (2003年)
- 『エンジェルズ・クライ・トゥウェンティース・アニバーサリー・ツアー』 - Angels Cry 20th Anniversary Tour (2013年)
- 『オムニ・ライブ』 - ØMNI LIVE[6] (2021年)

## 来日公演

### 単独公演
- Holy World Tour（1997年）〈Rafael Bittencourt・ Kiko Loureiro〉
  - 1月09日 東京 赤坂BLITZ
  - 1月11日 大阪 松下IMPホール
  - 1月13日 名古屋 名古屋クラブクアトロ
  - 1月15日 東京 LIQUIDROOM
- Fireworks Tour（1998年）〈Rafael Bittencourt・ Kiko Loureiro〉
  - 11月4日 東京 LIQUIDROOM
  - 11月5日 東京 東京厚生年金会館
  - 11月7日 名古屋 ダイアモンドホール
  - 11月8日 大阪 松下IMPホール
- Rebirth World Tour（2002年）〈Rafael Bittencourt・ Kiko Loureiro〉
  - 6月19日 名古屋 ダイアモンドホール
  - 6月20日・21日 東京 SHIBUYA-AX
  - 6月22日 大阪 ON AIR 大阪
  - 6月24日 広島 広島クラブクアトロ
- Temple of Shadows World Tour（2005年）〈Rafael Bittencourt・ Kiko Loureiro〉
  - 3月12日 大阪 なんばHATCH
  - 3月13日 福岡 Zepp福岡
  - 3月14日 広島 広島クラブクアトロ
  - 3月16日・17日 東京 SHIBUYA-AX
  - 3月18日 名古屋 Zepp名古屋
- Aurora Consurgens World Tour（2006年）〈Rafael Bittencourt・ Kiko Loureiro〉
  - 10月12日 東京 ESPホール
- Aurora Consurgens World Tour（2007年）〈Rafael Bittencourt・ Kiko Loureiro〉
  - 2月02日 東京 CCレモンホール
  - 2月04日 大阪 なんばHATCH
  - 2月05日 福岡 Zepp福岡
  - 2月06日 名古屋 Zepp名古屋
  - 2月08日 広島 広島クラブクアトロ
  - 2月10日 札幌 Zepp札幌
  - 2月12日 東京 東京厚生年金会館
  - 2月13日 東京 SHIBUYA-AX
- Secret Garden World Tour（2015年）〈Rafael Bittencourt・ Kiko Loureiro〉
  - 5月18日 大阪 BIG CAT
  - 5月19日 名古屋 名古屋クラブクアトロ
  - 5月20日・21日 東京 TSUTAYAO-EAST
- ØMNI World Tour（2018年）〈Rafael Bittencourt・ Marcelo Barbosa〉
  - 11月5日 名古屋 ダイアモンドホール
  - 11月6日 大阪 BIG CAT
  - 11月7日・8日 東京 TSUTAYAO-EAST
- ANGRA JAPAN TOUR 2025（2025年）〈Rafael Bittencourt・ Marcelo Barbosa〉
  - 6月17日 大阪 梅田クラブクアトロ
  - 6月18日 名古屋 名古屋クラブクアトロ
  - 6月19日 東京 EXシアター六本木

### フェス
- LOUD PARK 06（2006年）〈Rafael Bittencourt・ Kiko Loureiro〉
  - 10月14日 千葉 幕張メッセ 国際展示場 展示ホール9-10-11
- LOUD PARK 10（2010年）〈Rafael Bittencourt・ Kiko Loureiro〉
  - 10月16日 神戸 ワールド記念ホール
  - 10月17日 埼玉 さいたまスーパーアリーナ
- LOUD PARK 13（2013年）〈Rafael Bittencourt・ Kiko Loureiro〉
  - 10月19日 埼玉 さいたまスーパーアリーナ